# Mylabris andongoana
Mylabris andongoana là một loài bọ cánh cứng trong họ Meloidae. Loài này được Harold miêu tả khoa học năm 1879.